# 尊室姓
尊室（越南语：／）是越南特有的一個姓氏。「尊室」即宗室（越南语：／），因避紹治帝阮福綿宗諱而改「宗」為「尊」。

## 起源
尊室氏原本是越南阮主和阮朝皇室的旁系。阮朝明命帝年間，在鄭懷德、黎質等人的建議下，明命帝下令將從阮淦至阮福淳之間數代阮福氏旁系子孫的姓氏全部改為宗室氏，後來又避紹治帝阮福綿宗諱改成尊室氏。

## 腳註
1. ↑  參見陳仲金《越南史略》，戴可來譯（中文譯名《越南通史》），商務印書館出版，1992年12月，第335頁，阮朝大臣黎伯秀所列出的黎質罪狀。
2. ↑  .   [2011-03-16]. （原始内容存档于2020-08-08）.